# Johann Christian Neu

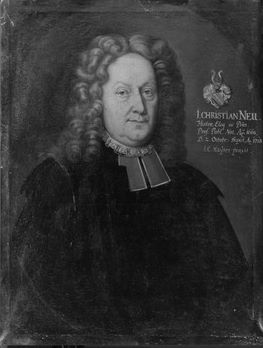
Johann Christian Neu auf einem Bild in der Tübinger Professorengalerie

Johann Christian Neu (* 2. Oktober 1668 in Lorch (Württemberg); † 28. Dezember 1720 in Tübingen) war ein deutscher Professor der Geschichte und Philologie sowie Rektor an der Universität Tübingen.

## Leben
Johann Christian Neu immatrikulierte sich 1685 an der Universität Tübingen. Er wurde dort 1699 außerordentlicher Professor der Geschichte und 1705 ordentlicher Professor der Beredsamkeit, Dichtkunst und Geschichte. 1711/12 war er Rektor der Universität Tübingen.
Zwei seiner 1684 von Johann Christoph Kayser gemalte Porträts hängt in der Tübinger Professorengalerie.